# Камчатка (приток Чёрной)
Камчатка — небольшая река в Пермском крае России, протекает в западной части Гайнского района. Является правым притоком реки Чёрная. Длина реки составляет 11 км.

## Гидрография
Берёт начало в лесистой местности вблизи границы Гайнского района с Койгородским районом Республики Коми, на высоте ≈190 м над уровнем моря, примерно в 20 км западнее села Усть-Черная. От истока течёт на северо-восток, и в 2 км от устья сворачивает на восток. В 3 км от устья через реку перекинут деревянный мост. Впадает в Чёрную, на высоте 145 м над уровнем моря, в 29 км от устья.